# تاتیانا هلوشچنکو
تاتیانا هلوشچنکو (اوکراینی: Тетяна Григорівна Глущенко؛ زادهٔ ۱۲ ژوئیهٔ ۱۹۵۶) بازیکن هندبال اهل اتحاد جماهیر شوروی سوسیالیستی بود.